# Li Zewen
Li Zewen (en chino: 黎 則文, 05 de diciembre de 1973) es un atleta chino especializado en la marcha atlética.
Zewen ganó la medalla de oro en la Copa del Mundo de Marcha Atlética celebrada en Pekín en 1995.
Entre sus mejores resultados cabe destacar los cuartos puestos conseguidos en la Copa del Mundo de Marcha Atlética celebrada en Poděbrady en 1997 y en el Campeonato Mundial de Atletismo de 1999 o los quintos puestos del Campeonato Mundial de Atletismo de 1995 y del Campeonato Mundial de Atletismo de Atenas de 1997. Todas estas competiciones sobre los 20 km.

## Mejores marcas personales
| Mejores marcas personales | Mejores marcas personales | Mejores marcas personales  | Mejores marcas personales |
| Distancia                 | Tiempo                    | Lugar                      | Fecha                     |
| ------------------------- | ------------------------- | -------------------------- | ------------------------- |
| 10 000 km                 | 39:33.18                  | Chengdú, China             | 8 de septiembre de 2000   |
| 20 km                     | 1h:18:32                  | Poděbrady, República Checa | 19 de abril de 1997       |
| PC - Pista Cubierta       |                           |                            |                           |